# Boa Esperança (São Tomé)
Boa Esperança é uma aldeia de São Tomé e Príncipe, localiza-se ao Norte, no distrito da Lobata, ilha de São Tomé, próxima às localidades de Aguã Coimbra, Monte Carmo e Poisco Alto.